# 毛海泉
毛海泉（1966年—）是一位美国华人纳米技术学专家。约翰·霍普金斯大学教授，英国皇家化学学会会士。

## 生平
1984年入武汉大学化学系，1993年毕业，获高分子化学博士学位，博士导师是卓仁禧。1993年至1995年留校化学系任教。1995年至1998年在美国约翰·霍普金斯大学从事生物医学工程博士後研究。1999年至2003年在约翰霍普金斯大学-新加坡联合中心担任首席研究员。2001年至2003年兼任新加坡国立大学材料科学副教授。2002年荣获新加坡国立大学青年科学家奖。
2003年至今在美国约翰霍普金斯大学工作，担任約翰·霍普金斯大學醫學院生物医学工程系教授。2016年升任该校纳米生物技术研究所副主任。
他主要从事工程化纳米材料在可再生医学和治疗运载应用方面的研究，获得了超过20项美国专利。

## 荣誉
2014年当选英国皇家化学会会士，2015年当选美国发明家学会会员，2018年当选美国医学与生物工程院院士。